# 住吉反橋

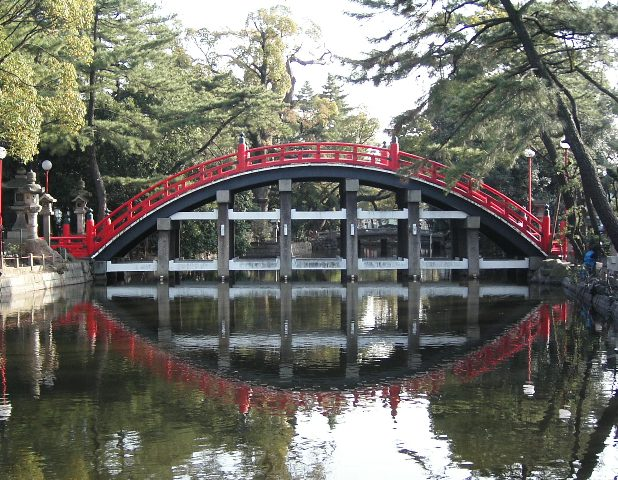
住吉反橋

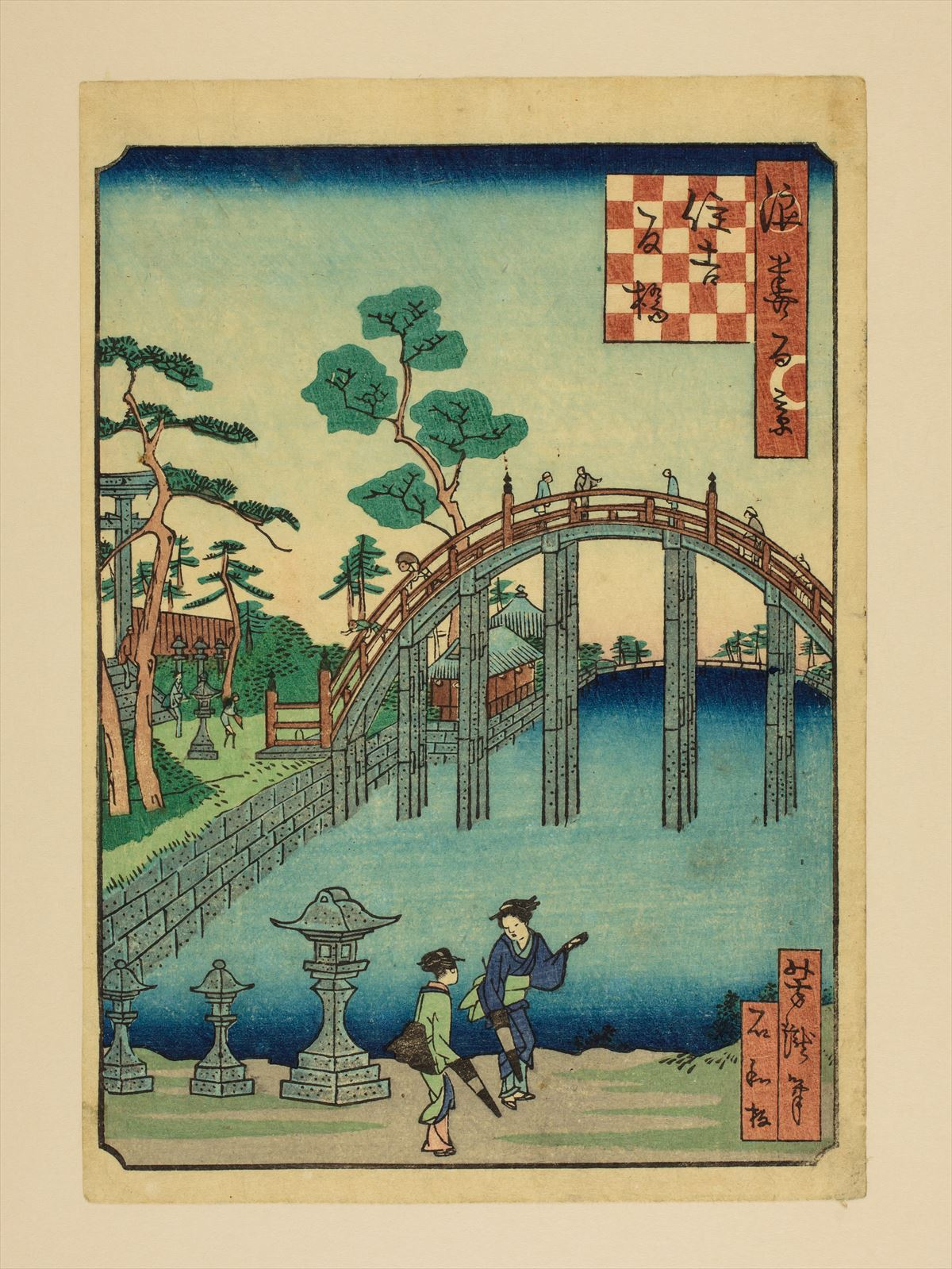
住吉反橋（浪花百景）

住吉反橋（すみよしそりはし）は、大阪市住吉区の住吉大社境内に架かる橋である。

## 概要
通称で「太鼓橋」とも呼ばれる。橋の長さは約20m、幅は約5.8mの木造桁橋である。橋中央部の高さは4.4mで、中央部を頂点として半円状に反っている。最大傾斜は約48度となっている。地上と天上を結ぶ虹に例えられていたため、橋が大きく反っている構造になっていると考えられている。
橋は浪速の名橋50選に選定されている。また夜間ライトアップも行われていて、関西夜景百選にも選定されている。
橋は川端康成の小説『反橋』（1948年発表）の舞台となった。橋の南東には、『反橋』の一節が刻まれた川端康成の文学碑が設置されている。
「そりばし」ではなく「そりはし」が正しい名称である。

## 歴史
橋については慶長年間（16世紀末～17世紀初頭）に最初に造営されたと伝えられている。造営者については、豊臣秀頼が造営したという説と、淀殿が造営したという説がある。
架橋当時は住吉大社付近に海岸線があり、本殿と対岸の入り江を結ぶ目的で架橋された橋だとされている。現在は池の上に橋が架かっている形になっているが、この池は当時の入り江の名残だとされている。
橋の基礎部分については創建当初のものをそのまま使用していると考えられている。その一方で、木製の橋桁や欄干は老朽化に伴って何度もかけ直され、直近の掛け替えは2009年に行われた。

## 交通
- 阪堺電気軌道阪堺線 住吉鳥居前停留場
- 南海本線住吉大社駅